# Луїсгем (боро)
Лу́їшем (англ. London Borough of Lewisham) — боро на південному сході Лондона.

## Географія
Боро межує з Тауер-Гемлетс на півночі, з Гринвічем на сході, з Бромлі на півдні та Саутерком на заході.

## Райони
- Белл Грін
- Беллінгем
- Блекгет
- Броклі
- Вайтфут
- Верхній Сайденгем
- Гетчем
- Гітер Грін
- Грув Парк
- Даунгем
- Даунгем Естейт
- Дептфорд
- Евелін
- Кетфорд
- Крофтон Парк
- Крістал Пелес
- Онор Оук
- Онор Оук Парк
- Ледівелл
- Лі
- Лі Грін
- Луїшем
- Нижній Сайденгем
- Нью-Кросс
- Нью-Кросс-Гейт
- Перрі Вейл
- Раші Грін
- Сент-Джонс
- Саутенд
- Сайденгем
- Сайденгем Гілл
- Телеграф Грін
- Форест Гілл
- Чинбрук